# Casa al carrer Ponent, 1 (Orriols)
La Casa al carrer Ponent, 1 és una obra d'Orriols, al municipi de Bàscara (Alt Empordà), inclosa a l'Inventari del Patrimoni Arquitectònic de Catalunya.

## Descripció
Situada dins del nucli urbà del petit poble d'Orriols, ubicat al sud del terme de Bàscara al qual pertany.
Edifici entre mitgeres de planta irregular molt rehabilitat, format per diversos cossos adossats. Els dos cossos orientats al carrer Ponent són la part de l'edifici més antiga, amb les cobertes d'una i dues vessants i distribuïts en una i dues plantes. Destaca el portal d'accés a l'interior de l'edifici. És rectangular, amb els brancals bastits amb carreus de pedra ben desbastats i la llinda plana gravada amb la data 1578. La construcció és bastida amb pedra. La part posterior de l'edifici ha estat completament rehabilitada.